# Подмокле-Велике
Подмокле-Велике (пол. Podmokle Wielkie, нім. Groß Posemuckel, 1937-45 Groß Posenbrück) — село в Польщі, у гміні Бабімост Зеленогурського повіту Любуського воєводства.
Населення — 351 особа (2011).
У 1975-1998 роках село належало до Зеленогурського воєводства.

## Демографія
Демографічна структура станом на 31 березня 2011 року:
|          | Загалом | Допрацездатний вік | Працездатний вік | Постпрацездатний вік |
| -------- | ------- | ------------------ | ---------------- | -------------------- |
| Чоловіки | 181     | 46                 | 118              | 17                   |
| Жінки    | 170     | 41                 | 94               | 35                   |
| Разом    | 351     | 87                 | 212              | 52                   |